# (34658) 2000 WS158
2000 WS158 (asteroide 34658) é um asteroide da cintura principal. Possui uma excentricidade de 0.17734540 e uma inclinação de 12.62188º.
Este asteroide foi descoberto no dia 30 de novembro de 2000 por NEAT em Haleakala.